# Ivan Rand
Pour les articles homonymes, voir Rand.
Ivan Rand, C.C. (27 avril 1884 - 2 janvier 1969) était avocat, homme politique, professeur et juge puîné de la Cour suprême du Canada.

## Origines et études
Il est né à Moncton, au Nouveau-Brunswick. Il reçoit le baccalauréat-ès-arts de l'Université Mount Allison en 1909, et le baccalauréat en droit de la Faculté de droit de Harvard en 1912.

## Carrière comme avocat et juge
Entre 1912 et 1920, il pratique le droit à Medicine Hat en Alberta. En 1920 il retourne à Moncton et devient avocat-conseil pour la Compagnie des chemins de fer Canadien National (CN).
En 1924 il est nommé procureur général du Nouveau-Brunswick au gouvernement libéral de Peter Veniot. Il est membre de l'assemblée législative du Nouveau-Brunswick du février au juin 1925.
Le 22 avril 1943, il est nommé juge de la Cour suprême du Canada, poste qu'il détiendra pendant seize années.
En 1946, il agit comme arbitre pour régler une grève à la compagnie Ford. Sa décision arbitrale introduit la formule Rand aux relations industrielles au Canada. Cette formule établit que tout employé d'une unité de négociation régi par une convention collective doit payer la cotisation syndicale, qu'il soit membre du syndicat ou non.

## Autres activités professionnelles
En 1947, il représente le Canada au Comité spécial des Nations unies sur la Palestine (UNSCOP). Il favorise la position sioniste et exerce une influence importante au sein du Comité pour faire adopter le Plan de partage de la Palestine, ce qui mène à la création éventuelle de l'état d'Israël.
Il se retire de la Cour suprême en 1959 à l'âge de 75 ans. Il devient alors le premier doyen de l'École de droit de l'Université de Western Ontario de 1959 à 1964.

## Distinctions
Il est nommé compagnon de l'ordre du Canada le 26 avril 1968.

## Décès
Il est mort le 2 janvier 1969.

## Biais idéologiques
Les biographes du juge Rand sont d'avis qu'il avait des préjugés extrêmes à l'égard des francophones et des catholiques romains. D'après l'ouvrage Canadian Maverick: The Life And Times Of Ivan C. Rand de William Kaplan, ces préjugés seraient liés au mariage de sa sœur à un Acadien du Nouveau-Brunswick. Il n'avait pas approuvé de ce mariage et recommandait aux gens de son entourage d'éviter autant que possible les Acadiens.
Bien que le juge Rand est reconnu comme un grand défenseur des droits de la personne, sa jurisprudence peut poser problème dans la mesure où elle concerne essentiellement des décisions qu'il a rendues contre les intérêts franco-catholiques du gouvernement québécois, à l'époque où celui-menait une sorte de croisade contre les Témoins de Jéhovah. D'après l'auteur Kaplan, « presque toutes ses grandes décisions dans le domaine des libertés publiques ont renversé les actions des autorités de l'État au Québec ». Selon son collègue Robert Mackay à l'Université Western Ontario, « Rand a dû décider qui il détestait le plus : les catholiques canadiens-français ou les témoins de Jéhovah ».
D'autre part, sur le plan strictement juridique, un plaideur contemporain du XXIe siècle qui replaiderait exactement les mêmes arguments qui ont été acceptés par le juge Rand dans les années 1950 risquerait de rencontrer des problèmes en cours de route car les affaires tranchées par le juge Rand l'ont été à une époque où le Canada et le Québec n'avaient essentiellement aucun texte important en matière de droits de la personne. Bien que sa défense des droits a pu être animée par de nobles intentions, ses décisions ne reposent pratiquement sur aucun texte à part la Loi constitutionnelle de 1867. La jurisprudence et la doctrine contemporaines considèrent qu'il est nécessaire de s'appuyer sur un texte constitutionnel pour défendre les droits de la personne et elles ont donc majoritairement tendance à rejeter en bloc la jurisprudence randienne en la matière. Le rejet ne s'étend pas à la formulation de principes simplement interprétatifs tels que la primauté du droit comme dans l'affaire Roncarelli, mais il vaut pour l'utilisation de décisions jurisprudentielles ou de principes en tant qu'outils constitutionnels pour invalider des lois ou pour reconnaître des droits absents dans les textes.